# Didymopsora
Didymopsora is een geslacht van roesten uit de familie Pucciniaceae. Het lectotype is Didymopsora solani-argentei.

## Soorten
Volgen Index Fungorum telt dit geslacht zes soorten (peildatum maart 2023):
| Soortnaam                   | Auteur(s)           | Publicatiejaar |
| --------------------------- | ------------------- | -------------- |
| Didymopsora africana        | Cummins             | 1960           |
| Didymopsora chuquiraguae    | Dietel              | 1899           |
| Didymopsora paraguayensis   | (Speg.) J.L. Cunn.  | 1968           |
| Didymopsora solani          | Dietel              | 1899           |
| Didymopsora solani-argentei | (Henn.) Dietel      | 1899           |
| Didymopsora triumfettae     | H.S. Jacks. & Holw. | 1931           |